# 馬丁嶺
84°25′S 165°30′E / 84.417°S 165.500°E
馬丁嶺（英語：Martin Ridge），是南極洲的冰川，位於沙克爾頓海岸，處於穆迪冰川上游西面的亞歷山德拉皇后山脈地區，美國南極名稱諮詢委員會命名，現時由南極條約體系管理。